# We're Only in It for the Money
We're Only in It for the Money treći je rock 'n' roll-album sastava The Mothers of Invention koji predvodi Frank Zappa, a izlazi u sječnju 1968. godine. Omot LP-a parodija je na Beatlesov album Sgt. Pepper's Lonely Hearts Club Band. Album sadrži satirične pjesme o hipijima i reakcijama na njih u Americi. Album 1968. godine objavljuje diskografska kuća Verve Records, a 1986. godine izlazi u reizdanju izdavačke kuće Rykodisc, na kojem se dodatno ubacuju dionice s bas-gitarom i udaraljkama.
Album sadrži 19 skladbi koje je napisao Frank Zappa, koji je ujedno i producent uratka.

## Popis pjesama
1. "Are You Hung Up?" – 1:25
2. "Who Needs the Peace Corps?"  – 2:34
3. "Concentration Moon" – 2:22
4. "Mom and Dad" – 2:16
5. "Telephone Conversation" – 0:49
6. "Bow Tie Daddy" – 0:33
7. "Harry, You're a Beast" – 1:21
8. "What's the Ugliest Part of Your Body?" – 1:03
9. "Absolutely Free" – 3:24
10. "Flower Punk" – 3:03
11. "Hot Poop" – 0:26
12. "Nasal Retentive Calliope Music" – 2:02
13. "Let's Make the Water Turn Black" – 2:01
14. "The Idiot Bastard Son" – 3:18
15. "Lonely Little Girl" – 1:09
16. "Take Your Clothes Off When You Dance" – 1:32
17. "What's the Ugliest Part of Your Body?" – 1:02
18. "Mother People" – 2:26
19. "The Chrome Plated Megaphone of Destiny" – 6:26

## Popis izvođača

### The Mothers of Invention
- Frank Zappa – gitara, klavir, vokal, glas
- Dick Barber – vokal
- Jimmy Carl Black – truba, bubnjevi, vokal
- Roy Estrada – bas-gitara, vokal
- Bunk Gardner – šumovi
- Billy Mundi – bubnjevi, vokal
- Don Preston – klavijature
- Euclid James "Motorhead" Sherwood – saksofon bariton, saksofon sopran, glasovi
- Suzy Creamcheese – telefonski glasovi
- Ian Underwood – klavir, klavijature, glasovi, šumovi
- Pamela Zarubica – vokal

## Glazbenici u pojedinim dionicama
- Eric Clapton – glasovi
- Gary Kellgren – šaputanje
- Spider Barbour - vokal
- Dick Kunc - "vesele interpretacije" vokal
- Vicki Kellgren - additional telephone vokali
- Sid Sharp - orkestralni aranžmani u pjesmama "Absolutely Free", "Mother People" i "The Chrome Plated Megaphone of Destiny"

## Vanjske poveznice
- Details of the album's censorship  Arhivirana inačica izvorne stranice od 20. prosinca 2012. (Wayback Machine)